# 406

406(사백육)은 405보다 크고 407보다 작은 자연수다.

## 수학
- 합성수로, 그 약수는 1, 2, 7, 14, 29, 58, 203, 406다. 진약수의 합은 314이므로, 406은 부족수다.
- 45번째 쐐기수다. 앞의 쐐기수는 402, 다음 쐐기수는 410이다.
- 31번째 불가촉수다. 앞의 불가촉수는 372, 다음은 408이다.
- 28번째 삼각수다. 앞의 삼각수는 378, 다음 삼각수는 435다.
- {\displaystyle 406=5^{2}+8^{2}+11^{2}+14^{2}}
  - 공차가 3인 네 자연수의 제곱합으로 나타낼 수 있는 수다. 이 성질을 지닌 앞의 수는 334, 다음 수는 486이다.
- {\displaystyle 57^{2}-1}은 406으로 나누어떨어진다.

## 과학·기술
- NGC 406(영어판): 큰부리새자리 방향에 있는 나선은하.
- HTTP 406 (Not Acceptable→수용할 수 없음): 요청을 서버에서 수용할 수 없을 때 웹 서버가 보내는 HTTP 상태 코드.

## 교통

### 철도
- 수도권 전철 4호선 오남역의 역번호.
- 부산 도시철도 4호선 명장역의 역번호.

### 도로
- 고속도로 및 국도
  - 오토루트 406호선(프랑스어판): 프랑스의 고속도로.
  - 일본 406번 국도(일본어판): 나가노현 오마치시에서 군마현 다카사키시까지 이어지는 일본의 국도.
- 기타 도로
  - 406번 지방도: 강원특별자치도 횡성군 공근면에서 홍천군 화촌면까지 이어지는 대한민국의 지방도.
  - 현도 제406호선

## 군사
- U-406(영어판, 독일어판): 제2차 세계 대전에 사용된 나치 독일의 군용 잠수함.

## 문화유산
- 대한민국의 보물 제406호: 제천 덕주사 마애여래입상
- 대한민국의 사적 제406호: 장성 황룡 전적

## 방송
- KT HCN의 MTN 머니투데이방송 채널 번호.

## 기타
- 날짜: 4월 6일
- 연도: 406년, 기원전 406년
- 406호 프로젝트: 대한민국의 음악 그룹.